# Kineska nacionalna svemirska agencija
Kineska nacionalna svemirska agencija ili CNSA (engl. China National Space Administration) nastaje 1993., reformiranjem Ministarstva zrakoplovne i raketne (aerospace) industrije, a to je civilno tijelo po uzoru na zapadne svemirske agencije i odgovorno za nacionalnu svemirsku politiku, te Kineska aerospace korporacija ili CASC (engl. China AeroSpace Corporation), odgovorna za provedbu i 1998. podijeljena na velik broj manjih poduzeća u državnom vlasništvu, ali sa samostalnom upravljačkom strukturom.

## Povijest
Kineske svemirske aktivnosti datiraju od samog početka svemirskog doba. Sve je započelo 1956., kada je Tsien Hsue-Shen, jedan od vodećih američkih raketnih stručnjaka, zbog optužbi da je komunist, emigrirao u Kinu i predložio kineskom Državnom vijeću plan razvoja balističkih projektila. Usporedno s istraživanjima projektila, započetim 1957., 1958.  je odlučeno da će se razviti svemirski program pod imenom Misija 581. Prvi zadatak, u sklopu 12-godišnjeg znanstveno-tehnološkog razvojnog plana, bio je konstruirati lansirno vozilo.
Razvoj odgovarajućih tehnologija u području metalurgije, strojarstva i elektronike bila je golema zadaća, pa je Kina zatražila pomoć od Sovjetskog Saveza. Tsien Hsue-Shen asistirao je u pregovorima i sporazumu sa SSSR-om iz 1956., koji je omogućio prijenos raketne i nuklearne tehnologije u Kinu, uključujući školovanje i trening kineskih studenata na sovjetskim sveučilištima. Sovjetski Savez je za početak priskrbio Kini R-2 raketu, poboljšanu verziju rakete V-2. Međutim, zbog napetosti između ove dvije zemlje, sovjetska je vlada 1960. prekinula daljnju suradnju s Kinom, pa je ona nadalje mogla računati samo na svoje vlastite resurse. Usprkos tome, Kina je iste godine lansirala svoj prvi u Kini izgrađen R-2 projektil, nazvan DF-1. 

### Prvi umjetni satelit
Kineska unutarnja politička zbivanja i preokreti koji su uslijedili usporili su daljnji napredak, pa ipak je do 1971. Kina dovršila razvoj svog vlastitog balističkog projektila srednjeg dometa DF-2 i testirala svoj prvi interkontinentalni projektil DF-5. Projektil srednjeg dometa DF-3 postao je osnova za svemirsko lansirno vozilo CZ-1, dok je iz interkontinentalnog projektila DF-5 proizišla dugačka serija lansirnih vozila CZ-2, CZ-3 i CZ-4 (Chang Zeng - CZ, poznatih još i kao Long March - LM). Uz pomoć rakete CZ-1 Kina je 1970. lansirala svoj prvi satelit i tako postala 5. po redu zemlja u svijetu kojoj je to pošlo za rukom.
Pod nazivom Projekt 714, Kina je već 1968. pokrenula svoj svemirski program s ljudskom posadom, s ciljem lansiranja dva astronauta u svemir do 1973., uz pomoć rakete CZ-2A i svemirske letjelice Shuguang-1, ali je program službeno otkazan 1972., zbog ekonomskih razloga
Umjesto toga, Kina se okrenula razvoju manje zahtjevnih bespilotnih svemirskih letjelica i 1985. ušla na međunarodno komercijalno lansirno tržište, zbog nagle potražnje za lansirnim vozilima nakon tragedije Challengera. Međutim, uskoro je SAD nametnuo Kini (zbog političkih razloga) velika ograničenja vezana uz lansiranje satelita s američkom licencom, pa je to bitno ograničilo komercijalna lansiranja.
Koristeći modularni princip, Kina je do danas stvorila niz izvedenica CZ-2 rakete i drugih lansirnih vozila. Dodavanjem trećeg kriogeničkog stupnja, Kina je 1984. uvela lansirno vozilo CZ-3, za lansiranje geostacionarnih satelita i tako postala 3. zemlja u svijetu koja posjeduje tehnologiju motora na tekući vodik i kisik. Za lansiranje satelita u sinkrono-Sunčevu (polarnu) orbitu, Kina je 1988. dizajnirala trostupanjsko lansirno vozilo CZ-4, s produženim prvim stupnjem, te je u tu svrhu izgrađena nova baza u Taiyuanu. Osim baze u Taiyuanu, Kina ima još dvije svemirske lansirne baze. Najstarija baza Jiuquan proizišla je iz baze za lansiranje balističkih projektila, dok je baza Xichang izgrađena 1980. za lansiranje geostacionarnih satelita.
Specifičnost kineskih svemirskih lansirnih baza je to što se nalaze u blizini gusto naseljenih područja. Iako do danas nije bilo mnogo nesreća, posljednji je primjer iz 1996., kada se raketa CZ-3B nedugo nakon polijetanja srušila u obližnje selo, pri čemu je poginulo 6 ljudi, a 57 je ranjeno. Od tada su uvedene nove sigurnosne mjere, pa do danas više nije bilo novih nesreća. Kombinirajući novi kriogenički stupanj, novi i jači drugi stupanj, te nove boostere na tekuće gorivo, Kina je do danas znatno unaprijedila svoja lansirna vozila CZ-1, CZ-2, CZ-3 i CZ-4.
S ciljem nastavka razvoja svemirskog programa s ljudskom posadom, 1992. odobrena su sredstva za Projekt 921. U razdoblju od 1999. do 2002. lansirane su u tu svrhu prve četiri bespilotne svemirske letjelice Shenzhou (slične ruskom Sojuzu) noseći životinje i testne lutke. Napokon, 15. listopada 2003., Kina je uz pomoć rakete CZ-2F i svemirske letjelice Shenzhou 5, iz lansirnog svemirskog centra Jiuquan lansirala svog prvog astronauta i tako postala 3. zemlja u svijetu kojoj je to uspjelo. Dvije godine kasnije, 12. listopada 2005., istom je raketom uspješno lansiran i Shenzhou 6 s posadom od dva astronauta. U tijeku su pripreme za nova lansiranja.

### Osnivanje Kineske nacionalne svemirske agencije
Reformiranjem Ministarstva zrakoplovne i raketne (aerospace) industrije, 1993. osnovana je Kineska nacionalna svemirska agencija ili CNSA (engl. China National Space Administration), civilno tijelo po uzoru na zapadne svemirske agencije i odgovorno za nacionalnu svemirsku politiku, te Kineska aerospace korporacija ili CASC (engl. China AeroSpace Corporation), odgovorna za provedbu i 1998. podijeljena na velik broj manjih poduzeća u državnom vlasništvu, ali sa samostalnom upravljačkom strukturom.
Kina je do danas uspješno izvršila oko 90 lansiranja, od čega oko trećine otpada na strane satelite, između ostalog mrežu telekomunikacijskih satelita Iridium (Motorola). Od vlastitih letjelica Kina je najčešće lansirala vojnoizviđačke povrative satelite FSW, zatim između ostalog seriju geostacionarnih telekomunikacijskih satelita Apstar, meteorološke satelite Feng-Yun, geostacionarne navigacijske satelite Beidou i napokon Shenzhou letjelice.
Početkom 2004., Kina je službeno pokrenula projekt bespilotnog istraživanja Mjeseca, koji bi se trebao odvijati u tri glavne faze: - kruženje oko Mjeseca do 2007. godine, spuštanje na Mjesec do 2010. godine i povratak s uzorcima mjesečevog tla od 2012. do 2017. godine. Krajem 2005. godine Kina je objavila da do 2020. godine planira izgraditi vlastitu svemirsku postaju i poslati ljude na Mjesec, ako budu na raspolaganju adekvatna sredstva.
Zbog toga je početkom 2006. objavila da će iduća svemirska misija s ljudskom posadom Shenzhou 7 biti odgođena s 2007. na 2008. godinu, kako bi se dobilo dovoljno vremena za razvoj svemirskog odijela, neophodnog za planiranu prvu kinesku svemirsku šetnju. Prema kineskoj svemirskoj agenciji (CNSA) budući kratkoročni ciljevi Kine su izgraditi dugoročni promatrački sistem Zemlje, neovisnu telekomunikacijsku mrežu, satelitski navigacijski sistem, omogućiti usluge komercijalnih lansiranja, baviti se svemirskom znanošću i planirati istraživanje Mjeseca. Dugoročni ciljevi su bitno pojačati sudjelovanje u svjetskoj svemirskoj znanosti, izgraditi svemirsku postaju, te misije s ljudskom posadom i bazom na Mjesecu. 
U tom pravcu, Kina nastavlja usavršavati svoja lansirna vozila CZ-2, CZ-3 i CZ-4. Istodobno započela je razvijati potpuno novo, veliko i snažno lansirno vozilo CZ-5, koje bi trebalo biti spremno za lansiranje do 2012., te koje bi osim značajno većih mogućnosti, zbog svoje modularnosti moglo i u potpunosti zamijeniti postojeće modele. Također, postoje naznake da Kina razvija i svoje polureupotrebljivo lansirno vozilo, sastavljeno od CZ rakete i reupotrebljivog orbitera, no njegovo konačno uvođenje ne očekuje se prije 2015. godine.